# Theodore Studier
Theodore Frederick Studier (Ohio, 11 maggio 1882 – Cleveland, 14 marzo 1959) è stato un ginnasta statunitense.

## Carriera
Studier partecipò ai Giochi olimpici di Saint Louis 1904 nelle gare di ginnastica. Giunse tredicesimo nel concorso a squadre e centodiciannovesimo nel concorso generale individuale e nel concorso a tre eventi.